# Walter Stahl (Jurist)
Walter Stahl (* 1914; † 1988) war ein deutscher Jurist.

## Leben
Stahl studierte Rechtswissenschaften und wurde zum Dr. jur. promoviert. Im Zweiten Weltkrieg geriet er in US-amerikanische Kriegsgefangenschaft. Er wurde zunächst Generalsekretär des Deutschen Rates der Europäischen Bewegung. Von 1952 bis 1983 war er Geschäftsführer der Atlantik-Brücke in Hamburg und Bonn. Danach wurde er Vorsitzender der English-Speaking Union in Deutschland. 
Stahl war verheiratet und hatte drei Kinder, darunter die Psychologin Stefanie Stahl.

## Schriften
- als Hrsg.: German social science digest. Claassen, Hamburg 1955.
- als Hrsg.: Education for democracy in West Germany. Achievements – shortcomings – prospects. Mit einem Vorwort von Norbert Mühlen, Atlantik-Bruecke, Hamburg 1961.
- als Hrsg.: The politics of postwar Germany. Mit einem Vorwort von Norbert Mühlen. Atlantik-Brücke, Hamburg 1963.
- Hamburg from 7 to 7. Seehafen Verlag, Hamburg 1967.[2]